# Nenitzescu-Indolsynthese
Die Nenitzescu-Indolsynthese ist eine Namensreaktion der organischen Chemie. Sie wird auch Nenitzescu-Reaktion, Nenitzescu-Synthese, Nenitzescu-Cyclisierung oder Nenitzescu-Kondensation genannt. Diese Reaktion wurde nach dem rumänischen Chemiker Costin Nenitzescu (1902–1970) benannt, der sie 1929 veröffentlichte. Mit der Reaktion lassen sich 5-Hydroxyindole aus 1,4-Benzochinon und β-Amino-α,β-ungesättigten Carbonylverbindungen (z. B. β-Aminocrotonsäureestern) synthetisieren.

## Übersichtsreaktion
Ein substituiertes 1,4-Benzochinon reagiert mit einer β-aminosubstituierten-α,β-ungesättigten Carbonylverbindungen unter Ringschluss zu einem 5-Hydroxyindol.

R^{1} = H, Alkylgruppe, Arylgruppe; R^{2} = H, Alkylgruppe, Arylgruppe; R^{3} = H, Alkylgruppe; R^{4} = H, Alkylgruppe, Alkoxygruppe

Die Reaktion funktioniert auch mit an das Benzochinon substituierten Alkoxy-, Aryloxy-, Hydroxygruppen sowie Chlor-, Brom- oder Estersubstituenten. Für die anderen Reste sind die folgenden Gruppen zulässig:
- R2 = Cycloalkyl-, Benzylgruppen
- R3 = Alkylester, Alkoxygruppen
- R4 = Aryl- und Aminogruppen

## Mechanismus
Der exakte Reaktionsmechanismus ist nicht bekannt. Ein plausibler Mechanismus wird hier anhand der Reaktion zwischen 2-Methyl-1,4-benzochinon und β-Aminoacrylsäuremethylester beschrieben:
Im ersten Schritt greift die C=C-Doppelbindung des β-Aminoacrylsäuremethylester (2) das 2-Methyl-1,4-benzochinon (1) an, was zu Molekül 3 führt. Ein Proton wird zur Alkoholatgruppe 3 umgelagert, was auch dazu führt, dass aus dem Iminiumion 3 wieder eine Aminogruppe 4 wird. Letztere greift nun intramolekular die Carbonylgruppe des Benzochinons an, was die Bildung eines Fünfrings 5 zur Folge hat. Das entstandene negativ gelagene Sauerstoffatom wird durch die Ammoniumgruppe protoniert und damit zur Hydroxygruppe 6. Unter Wasserabspaltung aromatisiert der Sechsring zum Produkt 7, einem 5-Hydroxy-6-methyl-3-methylcarboxylat-1H-indol.
Diese Reaktion ist besonders wichtig bei der Herstellung von 5-Hydroxyindolderivaten.